# Waikōloa Stream
Der Waikōloa Stream (deutsch auch Waikoloa) ist der bedeutsamste Wasserlauf am Südhang des Kohala im Nordwesten von Big Island im Bundesstaat Hawaii.
Er entspringt in rund 1250 Meter Höhe am Puʻu Iki, an seinem Oberlauf gibt es zahlreiche Bauwerke zur Wasserregulierung und Bewässerung des ariden Hochlandes rund um Waimea. Dadurch ist er ab der Region bei Weiaka nur noch periodisch wasserführend. Er fließt hier in einem Abstand von meist weniger als 500 Meter parallel südlich des Keanuʻiʻomanō Stream, mit dem er sich etwa 7 Kilometer vor der südlich von Kawaihae erfolgenden Mündung in den Pazifik zum Waiʻulaʻula Stream vereint.

## Flora und Fauna
Der Fluss, dessen gesamte Länge von der Quelle bis zur Mündung in den Pazifik nur eine Gesamtlänge von rund 30 Kilometer aufweist und auf dieser Strecke eine Gefälle von mehr als 1200 Metern überwindet, fließt größtenteils über aus erkalteter Lava des Kohala beziehungsweise des Mauna Kea geformte Stufen ab. Nur vereinzelt sind kleinere Pools zu finden, deren Charakterpflanze die Gewöhnliche Teichbinse (Schoenoplectus lacustris) ist, die Ufer sind teilweise von dichtem Gestrüpp aus Brasilianischem Pfefferbaum (Schinus terebinthifolius) bestanden. Ansonsten ist die Umgebung des Flusses aufgrund der geringen Niederschläge im Regenschatten des Kohala von ausgedehntem Grasland, welches zur Rinderzucht genutzt wird, geprägt.
Die Fauna ist – wegen der Periodizität des Flusses und seiner geringen Länge – eher artenarm. Der Fluss ist Heimat und Brutgebiet von 12 Arten von Libellen, welches ein Indikator der guten Wasserqualität ist, darüber hinaus wurden auch andere, an das Wasser gebundene Insekten, wie Eintagsfliegen, nachgewiesen. Weichtiere und Krustentiere konnten nicht gefunden werden, die Wirbeltiere sind im Mittel- und Unterlauf ausschließlich durch den Menschen ausgesetzte Guppys (Poecilia reticulata) vertreten. Im Oberlauf sind Vorkommen von ʻOʻopu hiʻukole  oder auch ʻOʻopu alamoʻo (Lentipes concolor), einer endemischen Art aus der Familie der Grundeln, nachgewiesen.